# Malay, Saône-et-Loire
Malay là một xã ở tỉnh Saône-et-Loire trong vùng Bourgogne-Franche-Comté nước Pháp.
Sông Grosne chảy qua xã này.

## Thông tin nhân khẩu
Theo điều tra dân số năm 1999, xã này có dân số 214 người.
Ước tính dân số năm 2007 là 253 người.